# 澤村伊智
澤村 伊智（さわむら いち、1979年11月14日 -）は、日本の小説家、ホラー作家。

## 経歴・人物
大阪府生まれ。幼少の頃より、怪談やホラー作品に慣れ親しむ。大阪大学を卒業後、出版社に入社する。2012年春に退職し、フリーライターとなる。2015年、澤村電磁（さわむら でんじ）名義で応募した『ぼぎわん』で第22回日本ホラー小説大賞を受賞する。選考委員の綾辻行人は、同作について「文句なしに面白いホラーエンターテインメントである」と評価している。同年、同作を『ぼぎわんが、来る』と改題し刊行、小説家デビューを果たす。2019年、『ぼぎわんが、来る』が、『来る』のタイトルで映画化。
友人の知り合いが趣味で書いた小説を批評しようとしたときに、「自分でも書いてみよう」と思ったのが、小説を書き始めたきっかけだとしている。影響を受けた作家は岡本綺堂。愛読する作家として三津田信三、殊能将之を挙げている。

## 受賞・候補歴
- 2015年 - 『ぼぎわんが、来る』で第22回日本ホラー小説大賞受賞。
- 2017年 - 『ずうのめ人形』で第30回山本周五郎賞候補。
- 2019年 - 「学校は死の匂い」で第72回日本推理作家協会賞（短編部門）受賞[11]。
- 2019年 - 『ファミリーランド』で第2回細谷正充賞受賞[12]。
- 2020年 - 『ファミリーランド』で第19回センス・オブ・ジェンダー賞特別賞受賞[13]。

## 作品リスト

### 単著

#### 比嘉姉妹シリーズ
- ぼぎわんが、来る（2015年10月 KADOKAWA / 2018年2月 角川ホラー文庫）
- ずうのめ人形（2016年7月 KADOKAWA / 2018年7月 角川ホラー文庫）
- ししりばの家（2017年6月 KADOKAWA / 2020年1月 角川ホラー文庫）
- などらきの首（2018年10月 角川ホラー文庫）
  - 収録作品：ゴカイノカイ / 学校は死の匂い / 居酒屋脳髄談義 / 悲鳴 / ファインダーの向こうに / などらきの首
- ぜんしゅの跫（2021年1月 角川ホラー文庫）
  - 収録作品：鏡 / わたしの町のレイコさん / 鬼のうみたりければ / 赤い学生服の女子 / ぜんしゅの跫
- ばくうどの悪夢（2022年11月 KADOKAWA）
- さえづちの眼（2023年3月 角川ホラー文庫）
  - 収録作品：あの日の光は今も / 母と / さえづちの眼
- すみせごの贄（2024年3月 角川ホラー文庫）
  - 収録作品：たなわれしょうき / 戸栗魅姫の仕事 / 火曜夕方の客 / くろがねのわざ / とこよだけ / すみせごの贄

#### ノンシリーズ
- 恐怖小説 キリカ（2017年1月 講談社 / 2019年4月 講談社文庫）
- ひとんち 澤村伊智短編集（2019年2月 光文社 / 2022年2月 光文社文庫）
  - 収録作品：ひとんち / 夢の行き先 / 闇の花園 / ありふれた映像 / 宮本くんの手 / シュマシラ / 死神 / じぶんち
- 予言の島（2019年3月 KADOKAWA / 2021年6月 角川ホラー文庫）
- ファミリーランド（2019年7月 早川書房 / 2022年8月 角川ホラー文庫）
  - 収録作品：コンピューターお義母さん / 翼の折れた金魚 / マリッジ・サバイバー / サヨナキが飛んだ日 / 今夜宇宙船の見える丘に / 愛を語るより左記のとおり執り行おう
- うるはしみにくし あなたのともだち（2020年8月 双葉社 / 2023年8月 双葉文庫）
- アウターQ 弱小Webマガジンの事件簿（2020年10月 祥伝社 / 2023年6月 双葉文庫）
  - 収録作品：笑う露死獣 / 歌うハンバーガー / 飛ぶストーカーと叫ぶアイドル / 目覚める死者たち / 見つめるユリエさん / 映える天国屋敷 / 涙する地獄屋敷
- 邪教の子（2021年8月 文藝春秋）
- 怖ガラセ屋サン（2021年10月 幻冬舎 / 2024年8月 幻冬舎文庫）
  - 収録作品：人間が一番怖い人も / 救済と恐怖と / 子供の世界で / 怪談ライブにて / 恐怖とは / 見知らぬ人の / 怖ガラセ屋サンと
- 怪談小説という名の小説怪談（2022年6月 新潮社 / 2025年6月 新潮文庫）
  - 収録作品：高速怪談 / 笛を吹く家 / 苦々陀の仮面 / こうとげい / うらみせんせい / 涸れ井戸の声 / 怪談怪談
- 一寸先の闇 澤村伊智怪談掌編集（2023年6月 宝島社）
  - 収録作品：名所 / みぞ / せんせいあのね / 君島くん / 保護者各位 / 血 / かみさまとにんげん / ねぼすけオットセイQ町店301号室のノート / さきのばし / 深夜長距離バス / 内見 / 満員電車 / 空白 / はしのした / 青黒き死の仮面 / 通夜の帰り / 喫茶店の窓から / 無題 / 夢殺 / 冷たい時間 / 残された日記
- 斬首の森（2024年4月 光文社）
- 頭の大きな毛のないコウモリ 澤村伊智異形短編集（2024年12月 光文社）
  - 収録作品：禍 または2010年代の恐怖映画 / ゾンビと間違える / 縊 または或るバスツアーにまつわる五つの怪談 / 頭の大きな毛のないコウモリ / 貍 または怪談という名の作り話 / くるまのうた / 鬼 または終わりの始まりの物語

### アンソロジー収録作品
「」内が澤村伊智の作品
- 宝石 ザ ミステリー Red（2016年8月 光文社）「ひとんち」
- 謎の館へようこそ 新本格30周年記念アンソロジー 白（2017年9月 講談社タイガ）「わたしのミステリーパレス」
- 短篇ベストコレクション 現代の小説 2018（2018年6月 徳間文庫）「コンピューターお義母さん」
- だから見るなといったのに 九つの奇妙な物語（2018年8月 新潮文庫nex）「高速怪談」
- ここから先はどうするの 禁断のエロス（2018年12月 新潮文庫）「壁の向こうで誰かが」
- 平成怪奇小説傑作集3（2019年11月 創元推理文庫）「鬼のうみたりければ」
- ザ・ベストミステリーズ 2019 推理小説年鑑（2019年6月 講談社）「学校は死の匂い」
  - 【改題】2019 ザ・ベストミステリーズ（2022年4月 講談社文庫）
- 沈黙の狂詩曲（2019年11月 光文社）「などらきの首」
  - 【分冊・改題】沈黙の狂詩曲 精華編 Vol.2（2021年6月 光文社文庫）
- 幻想と怪奇2 人狼伝説 変身と野生のフォークロア（2020年5月 新紀元社）「黄昏に立つ母は狼」
- ダーク・ロマンス 異形コレクションXLIX（2020年11月 光文社文庫）「禍または2010年代の恐怖映画」
- 蠱惑の本 異形コレクションL（2020年12月 光文社文庫）「恐またはこわい話の巻末解説」
- 甘美で痛いキス 吸血鬼コンピレーション（2021年2月 二見書房）「頭の大きな毛のないコウモリ」
- 再生 角川ホラー文庫ベストセレクション（2021年2月 角川ホラー文庫）「学校は死の匂い」
- Day to Day（2021年3月 講談社 / 2021年3月 講談社【愛蔵版】）「6/23」
- 本格王2021（2021年6月 講談社文庫）「笛を吹く家」
- 秘密 異形コレクションLI（2021年6月 光文社文庫）「貍または怪談という名の作り話」
- ゆびさき怪談 一四〇字の怖い話（2021年7月 PHP文芸文庫） - ショートショート集
- あなたの後ろにいるだれか―眠れぬ夜の八つの物語―（2021年8月 新潮文庫nex）「涸れ井戸の声」
- 5分で読める！ 背筋も凍る怖いはなし（2021年8月 宝島社文庫）「通夜の帰り」「君島くん」「無題」
- 狩りの季節 異形コレクションLII（2021年11月 光文社文庫）「えれんとわたしの最後の事件」
- ギフト 異形コレクションLIII（2022年4月 光文社文庫）「鬼または終わりの始まりの物語」
- てのひら怪談 こっちへおいで（2022年6月 ポプラキミノベル）「しらないひと」「へどろんなの秘密」「あの家のこと」「ライブ配信あるいはアウトサイダー2022」「あぶあぶめだらじゅ」
- 5分で読める！ ぞぞぞっとする怖いはなし（2022年6月 宝島社文庫）「せんせいあのね」「はしのした」
- 超怖い物件（2022年9月 講談社文庫）「笛を吹く家」
- 鉄道小説（2022年10月 交通新聞社）「行かなかった遊園地と非心霊写真」
- 陥穽の円舞曲（2022年11月 光文社）「うらみせんせい」
- 超常気象 異形コレクションLIV（2022年12月 光文社文庫）「赤い霧」
- ヴァケーション 異形コレクションLV（2023年5月 光文社文庫）「縊または或るバスツアーにまつわる五つの怪談」
- 幻想と怪奇 ショートショート・カーニヴァル（2023年6月 新紀元社）「儂は怪物を殺した」
- 七人怪談（2023年6月 KADOKAWA）「サヤさん」
- ジャンル特化型ホラーの扉 八つの恐怖の物語（2023年10月 河出書房新社）「みてるよ」
- 乗物綺談 異形コレクションLVI（2023年11月 光文社文庫）「くるまのうた」
- 超短編！大どんでん返しSpecial（2023年12月 小学館文庫）「井村健吾の話」
- わたしの名店 おいしい一皿に会いにいく（2023年12月 ポプラ文庫）※エッセイアンソロジー「このトンネルを抜けたら最初に行く店」
- 七つのカップ 現代ホラー小説傑作集（2023年12月 角川ホラー文庫）「シュマシラ」
- Jミステリー2024 SPRING（2024年4月 光文社文庫）「わたしの最後のホラーミステリ」
- 屍者の凱旋 異形コレクションLVII（2024年6月 光文社文庫）「ゾンビと間違える」
- 幻想と怪奇 不思議な本棚 ショートショート・カーニヴァル（2024年6月 新紀元社）「『怪奇マガジン』読者ページより」
- 5分で読める！ 誰かに話したくなる怖いはなし（2024年7月 宝島社文庫）「誰にも訊けなかったから」「お化け」
- 潰える 最恐の書き下ろしアンソロジー（2024年8月 角川ホラー文庫）「ココノエ南新町店の真実」
- 教室の怖い噂 キミが開く恐怖の扉 ホラー傑作コレクション（2024年11月 汐文社）「夢の行き先」
- メロディアス 異形コレクションLVIII（2024年12月 光文社文庫）「僕はここで殺されました」
- ひとひら怪談 森にしずみ 水にすむ（2025年4月 二見書房）「ねじれ森」「花嫁」「スダさん」「怪談募集の最中」「今度こそ」
- こわい話の時間です 部分地獄（2025年6月 福音館書店）「靴と自転車」
- 学校の怪談じゃ、ものたりない？ 君に綴る5つの恐怖（2025年7月 角川文庫）「しゃぐらどりの娘」
- 猫に蹂躙されたい人に贈る25のショートホラー（2025年8月 宝島社文庫）「りこしゃん」
- 令和最恐ホラーセレクション クラガリ（2025年8月 文春文庫）「鶏」

### インタビュー・対談
- 新世代ミステリ作家探訪（2021年7月 光文社） - インタビュー
- ジャパン・ホラーの現在地（2024年7月 集英社） - 吉田悠軌、飯倉義之との鼎談

### 単著未収録作品

#### 連載小説
- 「大門ビルディングの怪談」 - 『STORY BOX』2020年2月号 - 2021年5月号
- 「特撮なんて見ない」 - 『紙魚の手帖』vol.03 FEBRUARY 2022 - vol.15 FEBRUARY 2024

#### 短編小説
- 「円環世界」 - 『小説新潮』2016年9月号
- 「今からでも遅くはない」 - 『小説新潮』2017年2月号
- 「壁の向こうで誰かが」 - 『yom yom』2017年12月号
- 「告発する美男子 前編」 - 『小説NON』2019年4月号
- 「告発する美男子 後編」 - 『小説NON』2019年7月号
- 「花が咲いたら」 - 『ミステリーズ！』vol.102（AUGUST 2020）
- 「頂戴」 - 『小説新潮』2021年1月号
- 「百鬼夜行棟」 - 『怪と幽』vol.009（2022年1月）
- 「令和のショートショート」「井村健吾の話」 - 『STORY BOX』2022年4月号
- 「チノカゼ、あるいは怪談の双曲線」 - 『怪と幽』vol.011（2022年9月）
- 「受け継がれるもの」 - 『怪と幽』vol.016（2024年5月）
- 「さぶら池」 - 『文藝』2024年秋季号（2024年7月）
- 「鶏」 - 『週刊文春』2024年8月15・22日号
- 「このイベントはフィクションです／この怪談は実話です／この小説はエンタメです」 - 『怪と幽』vol.017（2024年8月）
- 「かたので駅の怪」 - 『怪と幽』vol.018（2025年1月）

#### エッセイなど
- 「私のとっておきシネマ」 - 『小説推理』2016年4月号
- 「オンステージ」 - 『月刊ジェイ・ノベル』2016年6月号
- 「読んできたモノ、書いていくモノ」(東雅夫との対談) - 『小説推理』2016年9月号
- 「想定外の旅」 - 『小説トリッパー』2017年9月号

## メディア・ミックス

### 映画
- 来る（2018年12月7日公開、配給：東宝、監督：中島哲也、主演：岡田准一、原作：ぼぎわんが、来る）[14]

### ラジオドラマ
- うるはしみにくし あなたのともだち（2023年1月23日 - 27日・30日 - 2月3日、全10回、NHK-FM放送「青春アドベンチャー」）[15]

### 漫画
- ぼぎわんが、来る（2018年12月 - 2019年12月、全3巻、KADOKAWA COMIC BRIDGE） - 作画：川本貴裕
- アウターQ 弱小Webマガジンの事件簿（2024年6月、既刊2巻、ヤングチャンピオンコミックス） - 作画：宵町めめ
- 比嘉姉妹（2024年11月、既刊1巻、カドコミオリジナル） - 作画：片岡人生・近藤一馬
- 一寸先の闇 澤村伊智怪談掌編集（2025年2月、LINEマンガ） - 作画：恩田チロ[16][17]